# روبرت كويل
روبرت كويل (بالإنجليزية: Robert Cowell)‏ هو مدرب خيول بريطاني، ولد في 29 نوفمبر 1968.

## وصلات خارجية
- الموقع الرسمي